# أنيسيتو اسكيفل ساينز
أنيسيتو اسكيفل ساينز (بالإسبانية: Aniceto Esquivel Sáenz)‏ (و. 1824 – 1898 م) هو سياسي، ومحام من كوستاريكا .